# Jonna Sundling
Jonna Patricia Marie Sundling (Umeå, 28 de diciembre de 1994) es una deportista sueca que compite en esquí de fondo.
Participó en los Juegos Olímpicos de Pekín 2022, obteniendo tres medallas, oro en la prueba de velocidad individual, plata en velocidad por equipo (junto con Maja Dahlqvist) y bronce en el relevo (con Maja Dahlqvist, Ebba Andersson y Frida Karlsson).
Ganó ocho medallas en el Campeonato Mundial de Esquí Nórdico entre los años 2021 y 2025.

## Palmarés internacional
| Juegos Olímpicos   | Juegos Olímpicos      | Juegos Olímpicos  | Juegos Olímpicos     |
| Año                | Lugar                 | Medalla           | Prueba               |
| ------------------ | --------------------- | ----------------- | -------------------- |
| 2022               | Pekín (China)         | Medalla de oro    | Velocidad individual |
| 2022               | Pekín (China)         | Medalla de plata  | Velocidad por equipo |
| 2022               | Pekín (China)         | Medalla de bronce | Relevo 4 × 5 km      |
| Campeonato Mundial |                       |                   |                      |
| Año                | Lugar                 | Medalla           | Prueba               |
| 2021               | Oberstdorf (Alemania) | Medalla de oro    | Velocidad individual |
| 2021               | Oberstdorf (Alemania) | Medalla de oro    | Velocidad por equipo |
| 2023               | Planica (Eslovenia)   | Medalla de oro    | Velocidad individual |
| 2023               | Planica (Eslovenia)   | Medalla de oro    | Velocidad por equipo |
| 2025               | Trondheim (Noruega)   | Medalla de oro    | Velocidad individual |
| 2025               | Trondheim (Noruega)   | Medalla de oro    | Velocidad por equipo |
| 2025               | Trondheim (Noruega)   | Medalla de oro    | Relevo 4 × 7,5 km    |
| 2025               | Trondheim (Noruega)   | Medalla de bronce | 20 km                |